# Ginkgoites
Ginkgoites é um gênero extinto de planta pertencente à família Ginkgoaceae. Eram encontrados em todo o planeta durante o Triássico, Jurássico e Cretácio.

## Localização dos Sítios Paleontológicos
- Brasil.[1]